# Alexei Wjatscheslawowitsch Liwenzow
Alexei Wjatscheslawowitsch Liwenzow (russisch Алексей Вячеславович Ливенцов; englisch Alexey Liventsov; * 2. November 1981 in Rjasan, Russische SFSR, Sowjetunion) ist ein russischer Tischtennisspieler. Er ist mehrfacher russischer Meister und gewann zweimal eine Bronzemedaille bei den Europameisterschaften. Er ist Rechtshänder und verwendet die Shakehand-Schlägerhaltung. Derzeit spielt er beim russischen Verein Gazprom Fakel Orenburg.

## Werdegang
1995 wurde Liwenzow in die Nationalmannschaft aufgenommen und hatte fortan auch seine ersten internationalen Auftritte. So konnte er bei den Schüler-Europameisterschaften Bronze im Mixed gewinnen und im Einzel das Achtelfinale erreichen.
1996 konnte er beim selben Turnier sogar zwei Goldmedaille holen (Doppel und Mannschaft), sowie im Einzel Bronze. Ähnliche Platzierungen konnte er bis 2002 erringen. 2003 nahm er dann an seiner ersten Weltmeisterschaft teil, konnte aber keine sonderlich herausragenden Ergebnisse erzielen, wurde aber mit seinem Verein Gazprom Fakel Orenburg noch im selben Jahr Pokalmeister.
2004 nahm er unter anderem an den Russian- sowie Czech Open teil, wo der Russe immerhin im Doppel Bronze holen konnte und sich in der Weltrangliste so um über 30 Plätze verbessern konnte. Bei der Team-Weltmeisterschaft im selben Jahr konnte er mit der Mannschaft das Achtelfinale erreichen, die beste Platzierung eines russischen Teams überhaupt.
Wegen starker Inaktivität bis 2008 fiel er in der Weltrangliste zeitweise 80 Plätze zurück. Bei den Pro Tour Grand Finals (2008) wurde er im Doppel Dritter mit Igor Rubzow. Bei der Europameisterschaft im eigenen Land konnte er im Doppel unter die letzten 32 kommen.
2009 wurde er Champions-League-Sieger. Im darauf folgenden Jahr nahm er wieder an der Europameisterschaft teil, erreichte aber dieselben Ergebnisse wie auch schon 2008. 2011 und 2012 gewann er dafür beim selben Turnier Bronze im Doppel. An den Olympischen Spielen 2012 in London konnte Liwenzow nicht teilnehmen, gewann im Doppel dafür aber 2013 Bronze bei den Russian Open.
Außerdem konnte er mit der Mannschaft die Bronzemedaille bei der Europameisterschaft gewinnen und 2014 Bronze bei den Grand Finals im Doppel mit Michail Paikow. 2015 nahm er unter anderem an den Europaspielen teil, mit der Mannschaft konnte er dort das Viertelfinale erreichen. 2016 gewann er die Bulgarian Open und holte erneut Bronze bei den Grand Finals im Doppel mit Paikow. 2017 nahm er noch an der Europameisterschaft teil, bevor er 2018 weniger aktiv war.

## Titel und Erfolge im Überblick
- Bronzemedaille bei der Europameisterschaft 2011 und 2012 im Doppel; Bronze mit dem Team 2013[2]
- Bronze bei den Schüler-Europameisterschaften 1996 im Einzel
- Gold bei den Schüler-Europameisterschaften 1996 mit dem Team und im Doppel
- Bronzemedaille bei den World Tour Grand Finals 2014 und 2016 im Doppel
- Gewinner der Russian Open 2013 im Einzel
- Gewinner der Belgium Open 2016 im Doppel
- Gewinner der Bulgaria Open 2016 im Doppel

## Verein
- seit 2017:  Gazprom Fakel Orenburg[2]

## Spielstil
Liwenzow ist Angriffsspieler. Er ist bekannt für schnelle Vorhandtopspins.